# Souk L'Had
Souk L'Had (arabiska: سوق الحد) är en ort i Marocko, som i folkräkningen räknas som stad i landskommunen Oued Ifrane. Den ligger i provinsen Ifrane och regionen Fès-Meknès, 150 km sydost om huvudstaden Rabat. Antalet invånare var 2 723 vid folkräkningen 2014.